# فراهنجارسازی
فراهنجارسازی (HyperNormalisation) مستندی از BBC مستند است که توسط فیلمساز بریتانیایی آدام کورتیس در سال ۲۰۱۶ ساخته شده و در ۱۶ اکتبر ۲۰۱۶ در BBC iPlayer منتشر شده‌است. در این مستند کورتیس استدلال می‌کند که دولت‌ها، موسسات مالی و شرکت‌های تکنولوژی از سال ۱۹۷۰ به این سو واقعیت پیچیده «جهان واقع» را رها کرده و یک «جهان خیالی» برای خود خلق کرده‌اند.

## ریشه‌شناسی
اصطلاح "hypernormalisation" از کتاب "همه چیز برای همیشه بود تا زمانی که بیشتر نبود: آخرین نسل شوروی" الکسی یورچاک نوشته شده در سال ۲۰۰۶ گرفته شده‌است که در مورد پارادوکس‌های زندگی در اتحادیه جماهیر شوروی ۲۰ سال قبل از فروپاشی آن می‌باشد. یک استاد انسان‌شناسی در دانشگاه کالیفرنیا در برکلی استدلال می‌کند که همه می‌دانستند این سیستم شکست خورده بود اما همچنان هیچ‌کس نمی‌توانست تصور کند که هیچ جایگزینی برای وضعیت موجود سیاستمداران و شهروندان وجود دارد. در طول زمان این توهم منجر به پیشگویی خود انجام شد و "fakeness" توسط همگان پذیرفته شد که یورچاک آن را "hypernormalisation" یا فراهنجار سازی نامید.